# Euchromius zephyrus
Euchromius zephyrus is een vlinder uit de familie grasmotten (Crambidae). De wetenschappelijke naam van deze soort is voor het eerst geldig gepubliceerd in 1962 door Błeszyński.
De soort komt voor in tropisch Afrika.